# ATP 챌린저 투어
ATP 챌린저 투어(ATP Challenger Tour)는 국제 남자 테니스 대회 시리즈의 하나로, 선수들이 ATP-레벨 (대개 250 시리즈 대회)의 본선 드로나 예선 드로에 참가할 수 있는 랭킹 포인트를 얻게 해주는 역할을 한다. 프로 테니스 협회 (ATP)에 의해 운영되며, 2008년까지는 ATP 챌린저 시리즈 (ATP Challenger Series)로 불렸다.

## 같이 보기
- 퓨처스 대회